# Limonia nigropunctata
Limonia nigropunctata är en tvåvingeart som först beskrevs av Theodor Emil Schummel 1829.  Limonia nigropunctata ingår i släktet Limonia och familjen småharkrankar. Arten är reproducerande i Sverige.

## Underarter
Arten delas in i följande underarter:
- L. n. nigropunctata
- L. n. intermixta

## Bildgalleri

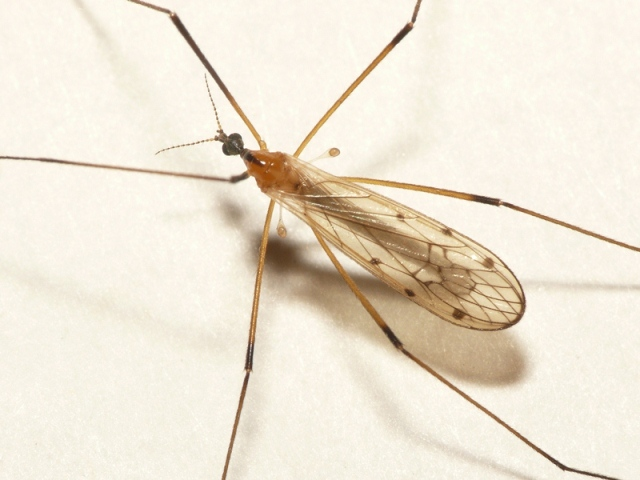